# Одерборн, Пауль

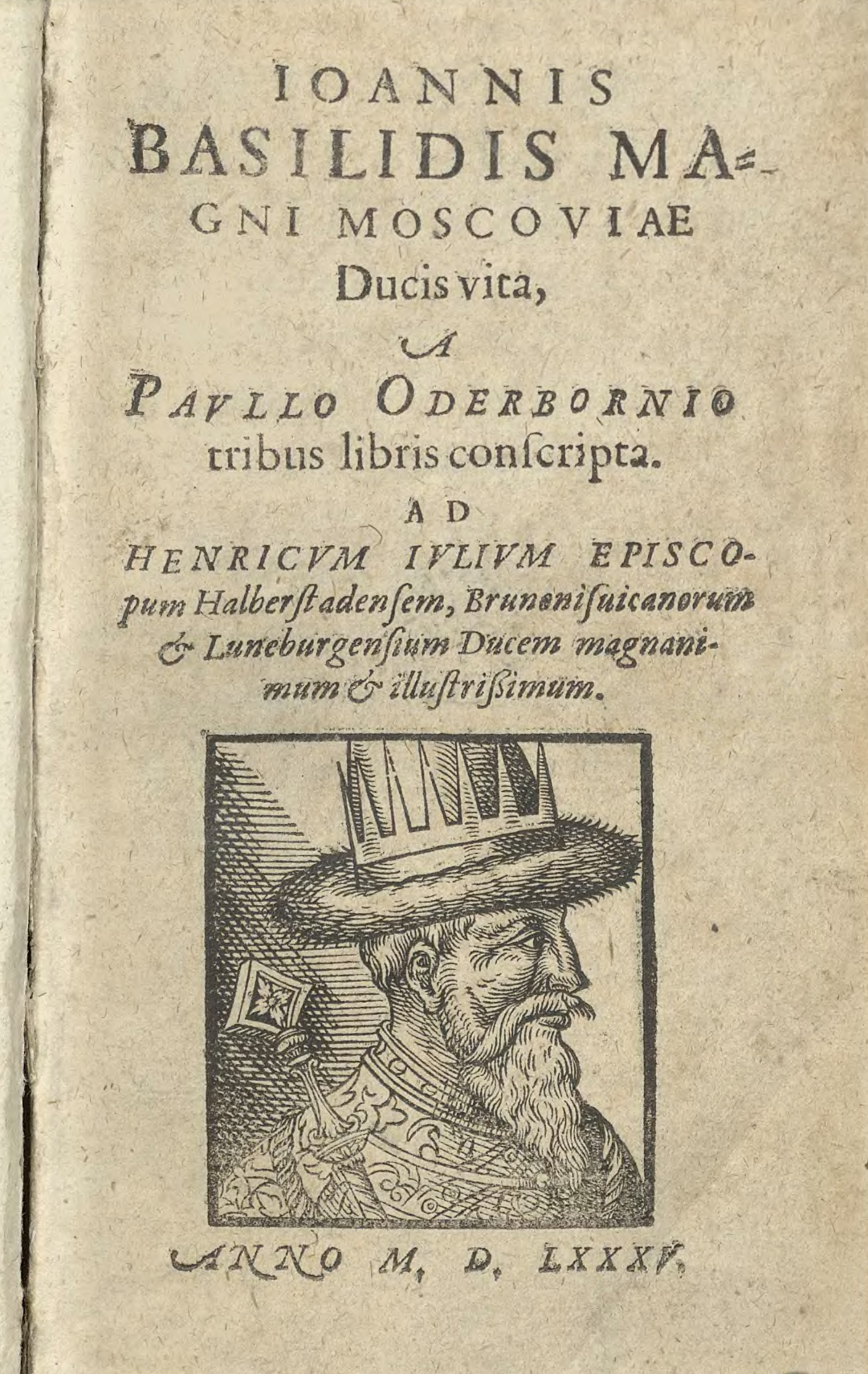

Пауль Одерборн (нем. Paul Oderborn; около 1555, Барт, Герцогство Померания — 1604, Митава) — деятель лютеранской церкви в Великом княжестве Литовском, писатель, проповедник, автор первой биографии царя Ивана Грозного. Суперинтендент всех лютеранских церквей в Герцогстве Курляндия и Семигалия (с 1597).

## Биография
Родился около 1555 года в городе Барт Герцогства Померания, входившего в Верхнесаксонский округ Священной Римской империи; ныне город — административный центр Управления Барт (нем. Amt Barth) района Передняя Померания-Рюген земли Мекленбург-Передняя Померания Федеративной Республики Германия.
В 1574 году получил степень магистра философии в Ростокском университете.
С 1577 года служил проповедником в лютеранской кирхе в Вильне. В 1578 году рукоположён в священники. Участвовал в религиозных диспутах и полемической переписке с представителями других конфессий, в частности, с Яном Ласицким и Мартином Беканом.
В 1579 году, в ходе Ливонской войны, участвовал в качестве пастора в походе на Полоцк войск Стефана Батория.
В 1582 году в Ростоке издал на латинском языке трактат «Повествование о религии и обычаях руссов» (лат. De Russorum religione), в котором изложил свои впечатления от быта и религиозной жизни белорусов и русских, одним из первых среди западноевропейских авторов применил название Белая Русь к северо-восточной Беларуси. Трактат Одерборна переиздавался в составе похожей по названию и содержанию работы Ласицкого и других изданий компилятивного содержания. С 1583 года служил пастором в Ковно.
В 1585 году опубликовал первую в мире биографию Ивана Грозного, «Жизнь Иоанна Васильевича, великого князя Московии» (лат. Ioannis Basilidis Magni Moscoviae Ducis vita). Описывая царствование Ивана как череду злодеяний, а его самого — как «величайшего преступника среди правителей и тиранов» (лат. magnum adeo inter patriae patres et tyrannos discrimen esse), Одерборн опирался в своём труде, вышедшем сразу после смерти царя, на сведения, полученные от различных очевидцев, так что его рассказ не может считаться вполне надёжным источником, однако Николай Михайлович Карамзин на него охотно ссылался. Уже в 1588 году книга Одерборна была переведена (с многочисленными изменениями и дополнениями) на немецкий язык Генрихом Рэтелем и затем несколько раз переиздавалась. Современный исследователь Александр Ильич Филюшкин так характеризует труд Одерборна: «перед нами <…> литературно-пропагандистское сочинение. В своём повествовании Одерборн больше решал литературные задачи, чем пытался достоверно описать жизнь Ивана Грозного. Всё в его книге подчинено высшей цели: создать потрясающий читателя образ царя Ивана как Антигероя русской и европейской истории. Для нас это ценный источник прежде всего по интеллектуальной истории эпохи, истории политической пропаганды и социокультурных дискурсов германских земель и Речи Посполитой конца XVI в. Книга Одерборна не может считаться надёжным источником по фактической истории Московской Руси».
В 1587 году в Гродно приветствовал избрание королем и великим князем Сигизмунда III Вазы, получил от него должность лютеранского пастора в Риге. На аудиенции у Сигизмунда познакомился с турецким послом, бывшим арианином из Трансильвании, и завязал с ним переписку на арабском языке.
С 1593 года служил пастором в столице Курляндии и Семигалии городе Митаве. В 1597 году получил доходную синекуру — стал суперинтендентом всех лютеранских церквей в Курляндии.
Помимо исторических и политических сочинений, Одерборну принадлежит также гимн «День отошёл» (нем. Der Tag hat sich geneiget, die Sonn’ mit ihrem Schein), вошедший в сборник гимнов Иоганна Крюгера.
Умер в 1604 году в городе Митаве Герцогства Курляндия и Семигалия, ныне город Елгава — административный центр Елгавского края Латвийской Республики.

## Переводы
- Одерборн Пауль. Жизнь Ивана Васильевича, великого князя Московии / Пер. с лат. В. В. Рыбакова. — М.: Наука, Ленинградское отделение, 2024. — 437 с. — (Литературные памятники). — ISBN 978-5-2-0404465.